# جوني هوب
جوني هوب (بالإنجليزية: Johnny Hopp)‏ هو لاعب كرة قاعدة أمريكي، ولد في 18 يوليو 1916 في هاستينغس في الولايات المتحدة، وتوفي في 1 يونيو 2003 في سكوتسبلوف في الولايات المتحدة.

## وصلات خارجية
- جوني هوب على موقع دوري كرة القاعدة الرئيسي (الإنجليزية)
- جوني هوب على موقعبيزبول رفرنس.كوم (الدوري الرئيسي) (الإنجليزية)
- جوني هوب على موقعبيزبول رفرنس.كوم (الدوري الثانوي) (الإنجليزية)
- جوني هوب على موقع جمعية أبحاث البيسبول الأمريكية (الإنجليزية)
- جوني هوب على موقع إي إس بي إن.كوم (أم.أل.بي) (الإنجليزية)
- جوني هوب على موقع مشجعي الرسوم البيانية (الإنجليزية)
- جوني هوب على موقع IMDb (الإنجليزية)